# Gălăbeț, Haskovo
Gălăbeț (în bulgară Гълъбец) este un sat în comuna Haskovo, regiunea Haskovo,  Bulgaria. 

## Demografie
Componența etnică a satului Gălăbeț
     Turci (93,37%)
     Nicio identificare (6,62%)
     Altele (0%)
La recensământul din 2011, populația satului Gălăbeț era de 302 locuitori. Din punct de vedere etnic, majoritatea locuitorilor (93,37%) erau turci. Pentru 6,62% din locuitori nu este cunoscută apartenența etnică.